# 13 Herculis
13 Herculis är en misstänkt variabel i Herkules stjärnbild.
Stjärnan har fotografisk magnitud +7,7 och varierar utan någon fastställd amplitud eller periodicitet.